# Ketcharis
Ketcharis ou Kecharis (en arménien Կեչառիս), ou également Ketcharouk ou Ketcharouyk, est un monastère arménien situé à Tsakhkadzor, dans le marz de Kotayk, en Arménie. Cet important centre médiéval d'enseignement a été construit entre les XIe et XIIIe siècles par diverses familles de la noblesse arménienne. Le site se compose de trois églises, dont une dotée d'un gavit, de deux chapelles, et est complété par une quatrième église quelque peu à l'écart. Sa rénovation s'est achevée en 2001.

## Situation géographique
Pour des articles plus généraux, voir Kotayk et Ayrarat.
Ketcharis a été érigé sur un terrain relativement plat (déclivité d'environ 2 m) et rectangulaire. Il est situé dans une vallée boisée du bassin de la Hrazdan, sur les pentes orientales du mont Teghenis, dans le Petit Caucase et au nord-est du haut-plateau arménien, à 1 850 m d'altitude.
Le monastère est situé sur les hauteurs nord-ouest de la ville de Tsakhkadzor (dont il a gardé l'ancien nom) dans le marz de Kotayk (Arménie centrale), à proximité de la route menant au complexe olympique. La capitale arménienne, Erevan, est située à une soixantaine de kilomètres au sud-est.
Historiquement, Ketcharis est situé dans le canton de Varaznunik de la province d'Ayrarat, une des quinze provinces de l'Arménie historique selon le géographe arménien du VIIe siècle Anania de Shirak.

## Histoire

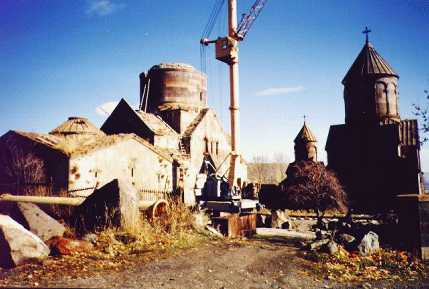
Le monastère entre deux phases de restauration, en 1995.

Possession des Bagratides, la région est cédée au Xe siècle à la famille noble des Pahlavouni, dont un des membres, Grégoire Magistros, fils du seigneur de Bdjini, fonde au XIe siècle le monastère et fait construire Sourp Grigor et Sourp Nshan. Les invasions seldjoukides mettent fin au développement du monastère jusqu'à sa libération sous Zakarê Zakarian en 1196 ; ce dernier commande la construction du gavit avant d'offrir Ketcharis à Vasak Kaghbakian Prochian. Le début du XIIIe siècle voit également la construction du Katoghike par ce dernier et de Sourp Haroutioun. Pendant cette période, le monastère est un des principaux centres médiévaux d'enseignement, avant d'être cependant sérieusement endommagé en 1236 par les Mongols.
Ketcharis est restauré en 1248 par le prince de Khatchen Hasan-Jalal-Dawla et retrouve son statut, avec notamment l'abbé et poète Khatchatour Ketcharetsi (« de Ketcharis »), de la famille Prochian. Saccagé lors des invasions timourides de la fin du XIVe siècle, le monastère reste en l'état, malgré un scriptorium actif aux XVIe et XVIIe siècles, jusqu'à son abandon total au XIXe siècle, à la suite notamment du séisme de 1828. Un deuxième séisme touche le lieu en 1927.
Sous l'ère soviétique, le monastère connaît plusieurs phases de restauration : 1937-1958, puis dans les années 1980. Cette dernière phase est inachevée, faute de moyens, et n'est complétée qu'entre 1998 et 2001, grâce aux fonds apportés par le mécène Vladimir Haroutyunyan ; il est aujourd'hui une résidence du diocèse de Kotayk, de l'Église apostolique arménienne.

## Bâtiments
Pour un article plus général, voir Architecture arménienne.
Le complexe se distingue des autres monastères arméniens en ce que le gavit, les trois églises et les deux chapelles qui le composent sont exactement alignés sur un angle droit (au nord et à l'est), Sourp Grigor en occupant le centre.

### Sourp Grigoret songavit
L'église principale Sourp Grigor (« Saint-Grégoire ») a été érigée au tout début du XIe siècle (1003 ou 1033 selon les sources) par Grégoire Magistros. Il s'agit d'une traditionnelle salle à coupole complétée à l'est de deux salles d'angle à deux étages, séparées de l'abside par des niches dièdres reliées par une triple arcature. Les murs intérieurs sont creusés d'alcôves. Le décor extérieur du bâtiment est discret ; six arcatures ornent ainsi le tambour circulaire surmonté d'une coupole cônique. L'entrée occidentale est dotée d'un tympan représentant une deisis entourée d'anges (XIIIe siècle).

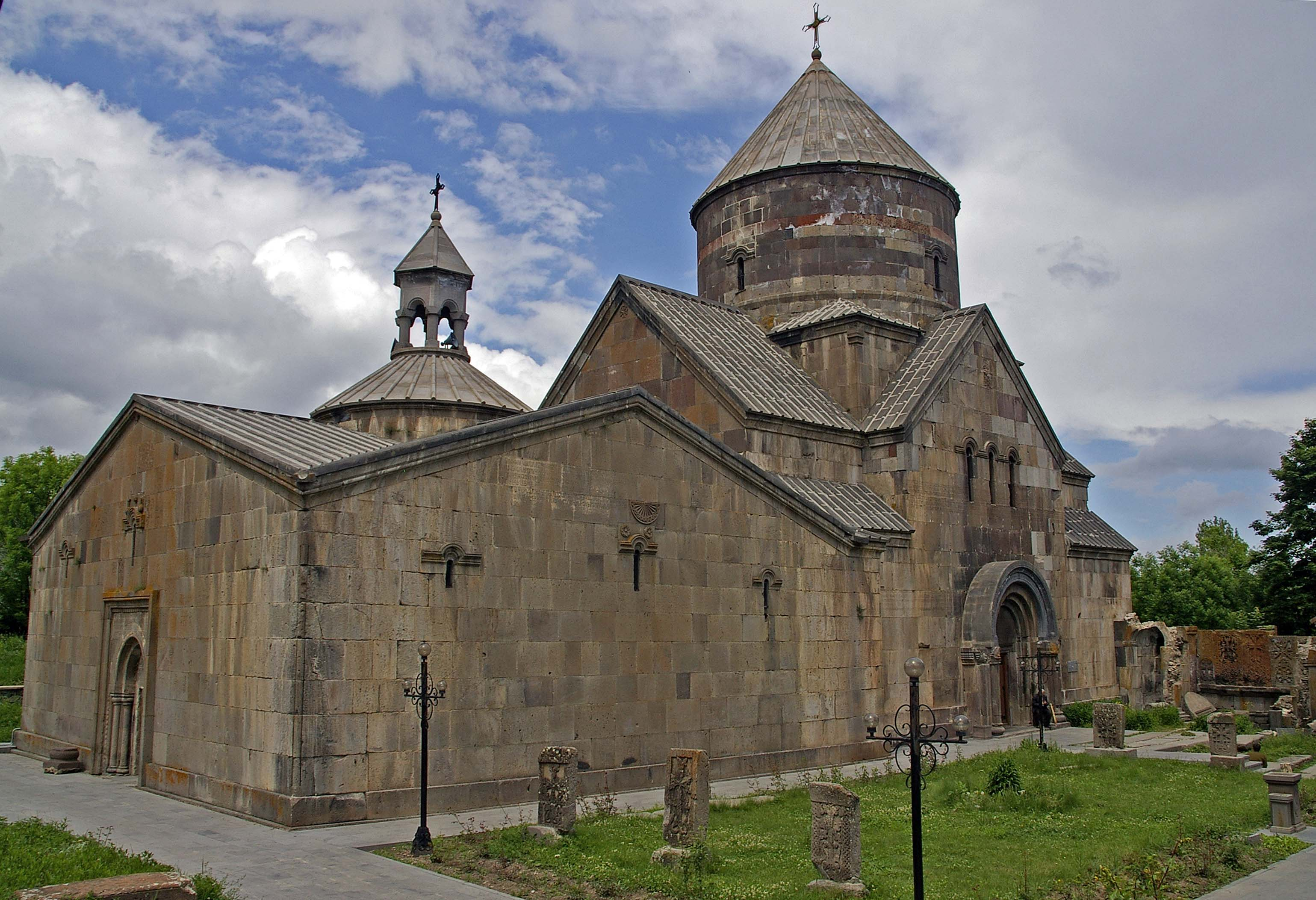
Gavit (gauche) et Sourp Grigor (droite) depuis le sud-ouest.
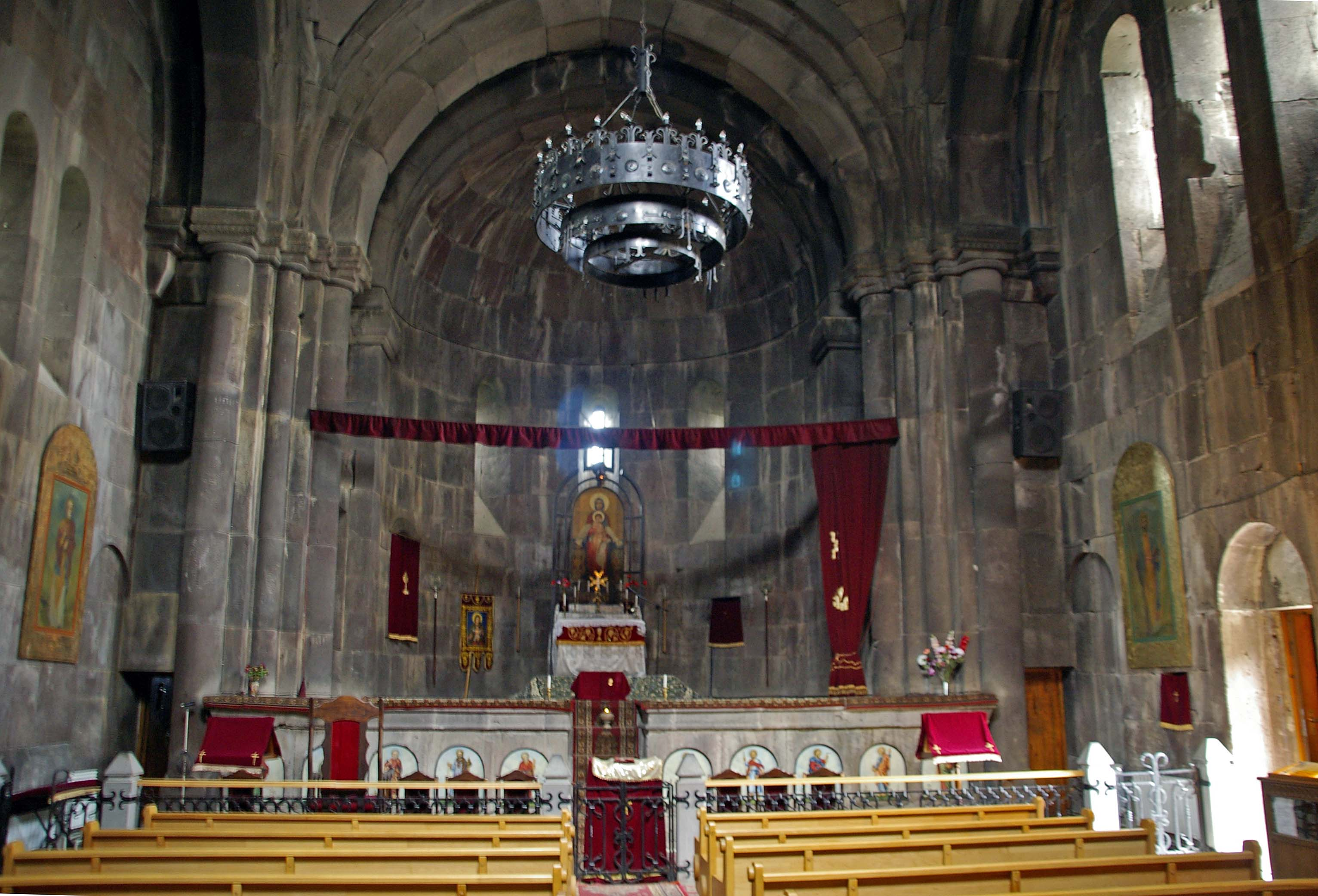
Autel de Sourp Grigor.
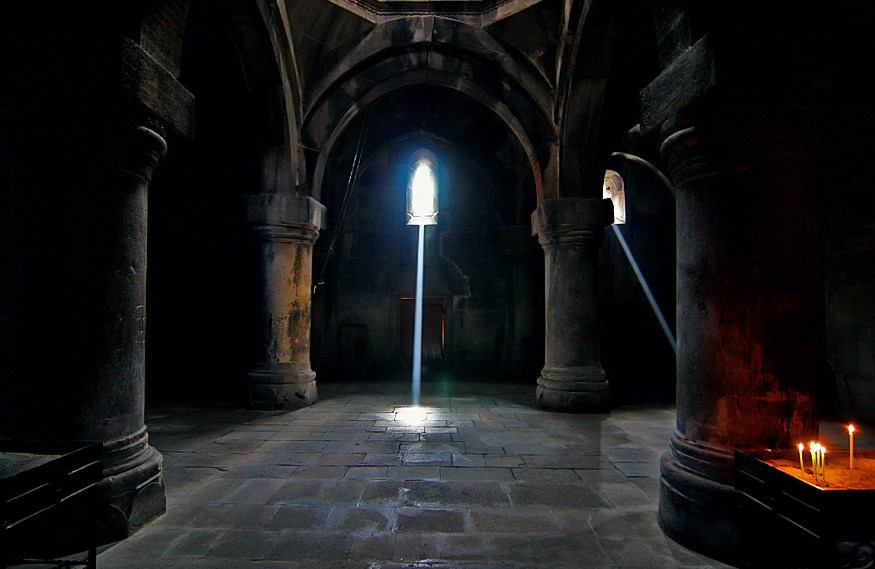
Intérieur du gavit.
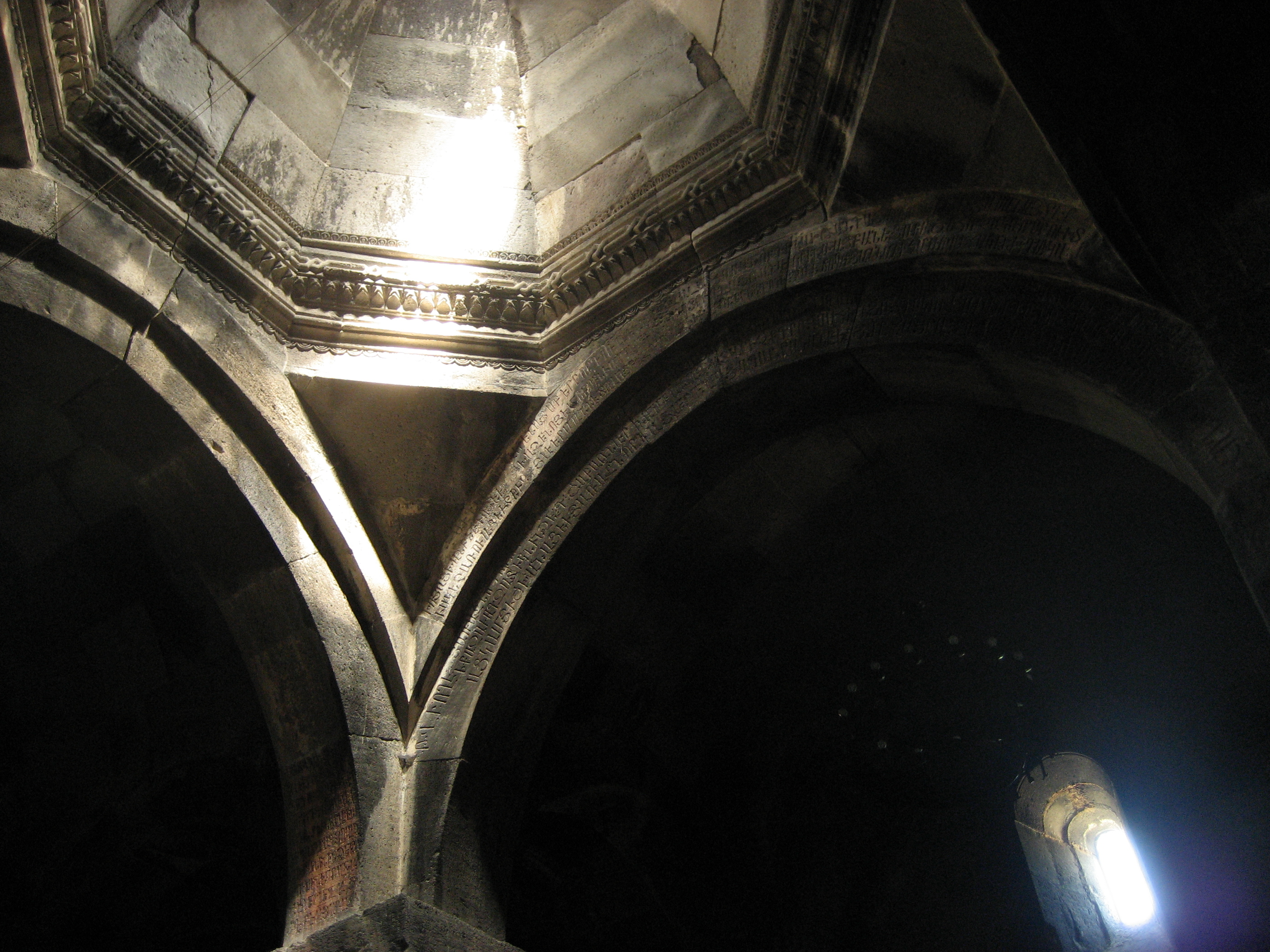
Coupole du gavit.

Ce tympan communique avec le gavit de 1200-1206. Ce bâtiment carré comportent huit demi-colonnes et quatre piliers supportant une coupole tronquée à base octogonale. Son extérieur se distingue par la présence de rosettes et de vases, par les arcs des fenêtres, par le portail arqué à colonnes et par la frise ciselée de la coupole.

### Sourp Nshan
Directement au sud de Sourp Grigor à laquelle elle est reliée par deux petites chapelles (dont la plus proche est la chapelle funéraire de Grégoire Magistros) se situe Sourp Nshan (« Saint-Signe »), de 1051 ; il s'agit d'une nef à coupole. Elle est surmontée d'un tambour circulaire décoré de six arcatures et troué de deux oculi.

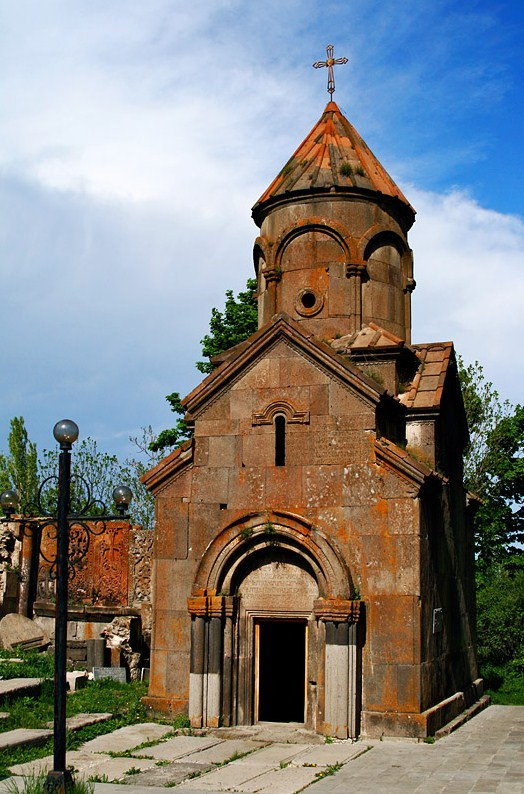
Façade occidentale de Sourp Nshan.
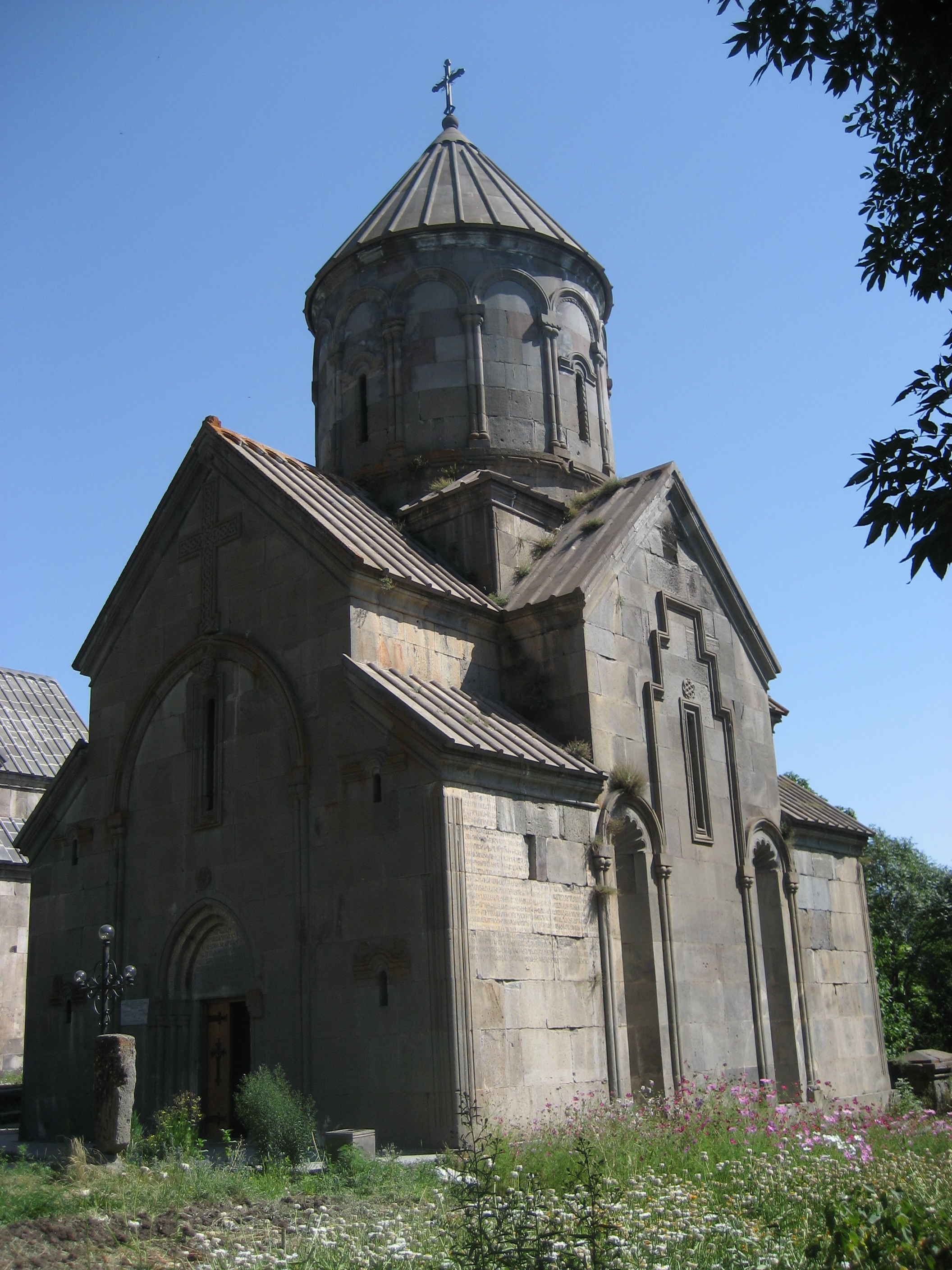
Katoghike depuis le sud-ouest.
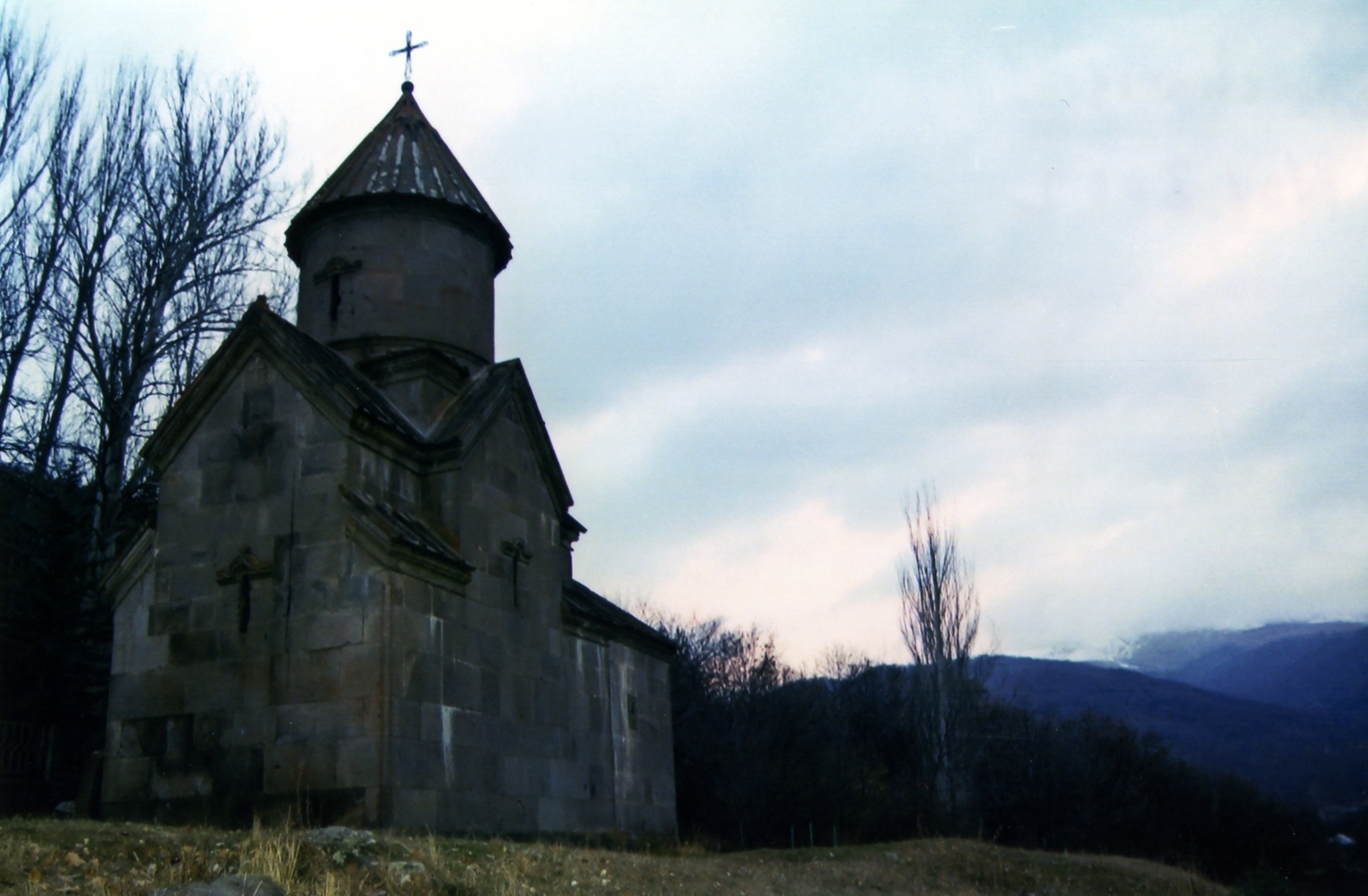
Sourp Haroutioun et son gavit depuis le nord-est.
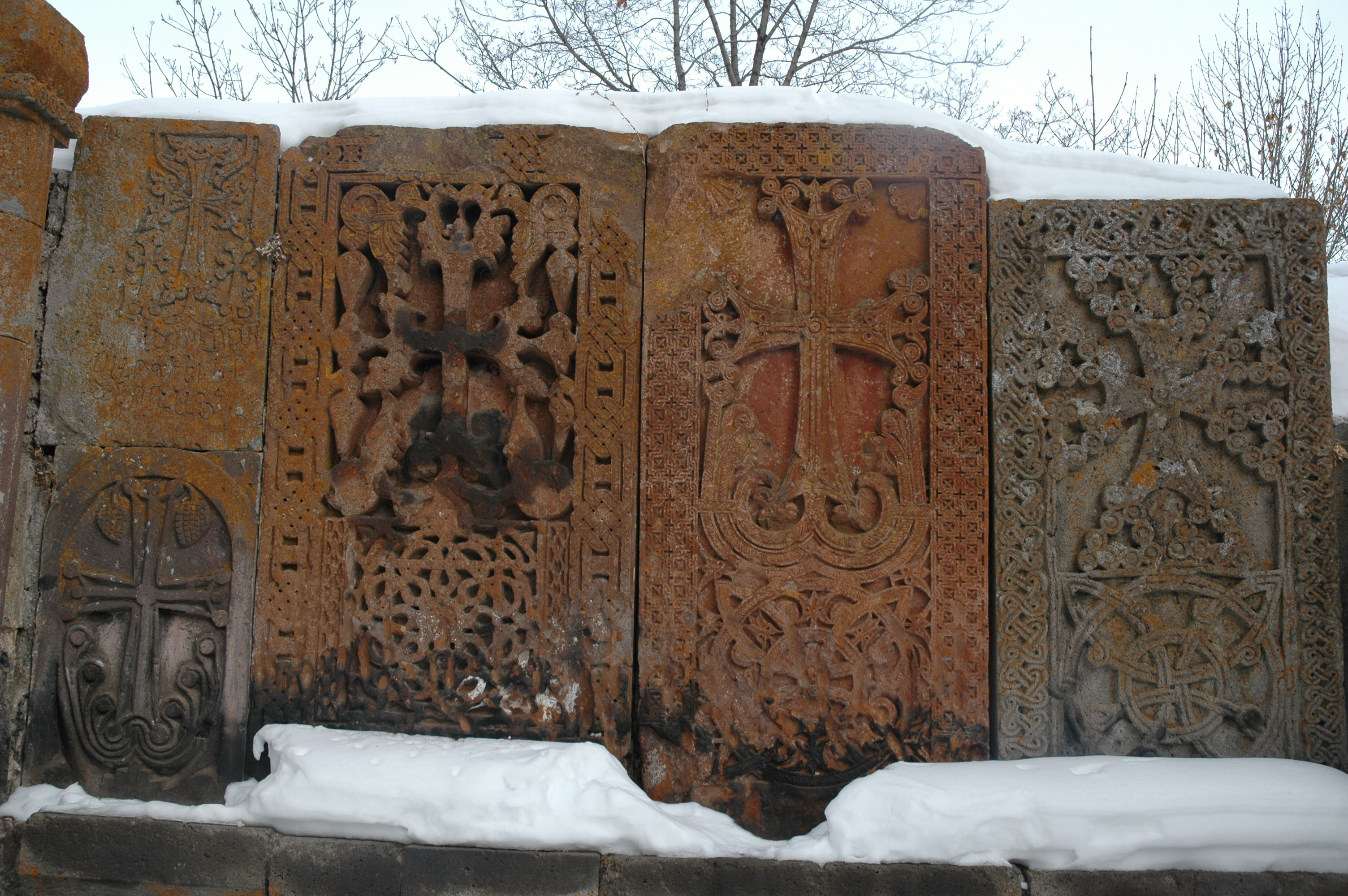
Khatchkars.

### Katoghike
Au sud de Sourp Nshan, le Katoghike (« cathédrale ») a été terminé en 1214 et conçu sur un plan de croix inscrite à coupole, avec quatre chapelles d'angle à deux étages. Le bâtiment est doté d'un riche décor : une grande croix sur la façade ouest, des niches coquillées sur les façades sud et est, et des escaliers à degrés. Le tambour circulaire est orné de douze arcatures et d'une chaîne seldjoukide. Son architecte, un dénommé Vetsik, s'est vu consacré un khatchkar, encore présent sur place, muni d'un piédestal et d'une corniche saillante. D'autres khatchkars sont également présents.

### Sourp Haroutioun
Le dernier bâtiment du monastère, la chapelle funéraire Sourp Haroutioun (« Sainte-Résurrection »), est situé à 120 m à l'ouest et date de 1220. Cette nef est surmontée d'un tambour circulaire et d'une coupole. Elle est précédée d'un gavit à voûte en berceau et supporté par une colonne médiane.